# ميني بار
المينى بار هو عبارة عن ثلاجة صغيرة الحجم، عادة ما تكون ثلاجة إمتصاص (تعتمد على مصدر حرارة معين وتحوله إلى طاقة تبريد) وتوضع في غرفة فندق فاخرة، ويقوم طاقم الفندق بملأها بالمشروبات والوجبات الخفيفة لتكون جاهزة للشراء خلال فترة إقامة النزيل. يكون ال«مينى بار» مجهز بمخزون محدد من البضائع (الوجبات والمشروبات....إلخ) مع توافر قائمة بالأسعار، ويقوم النزيل بدفع الحساب كاملا لما تم إستهلاكه عند انتهاء فترة إقامته وإستعداده للرحيل.

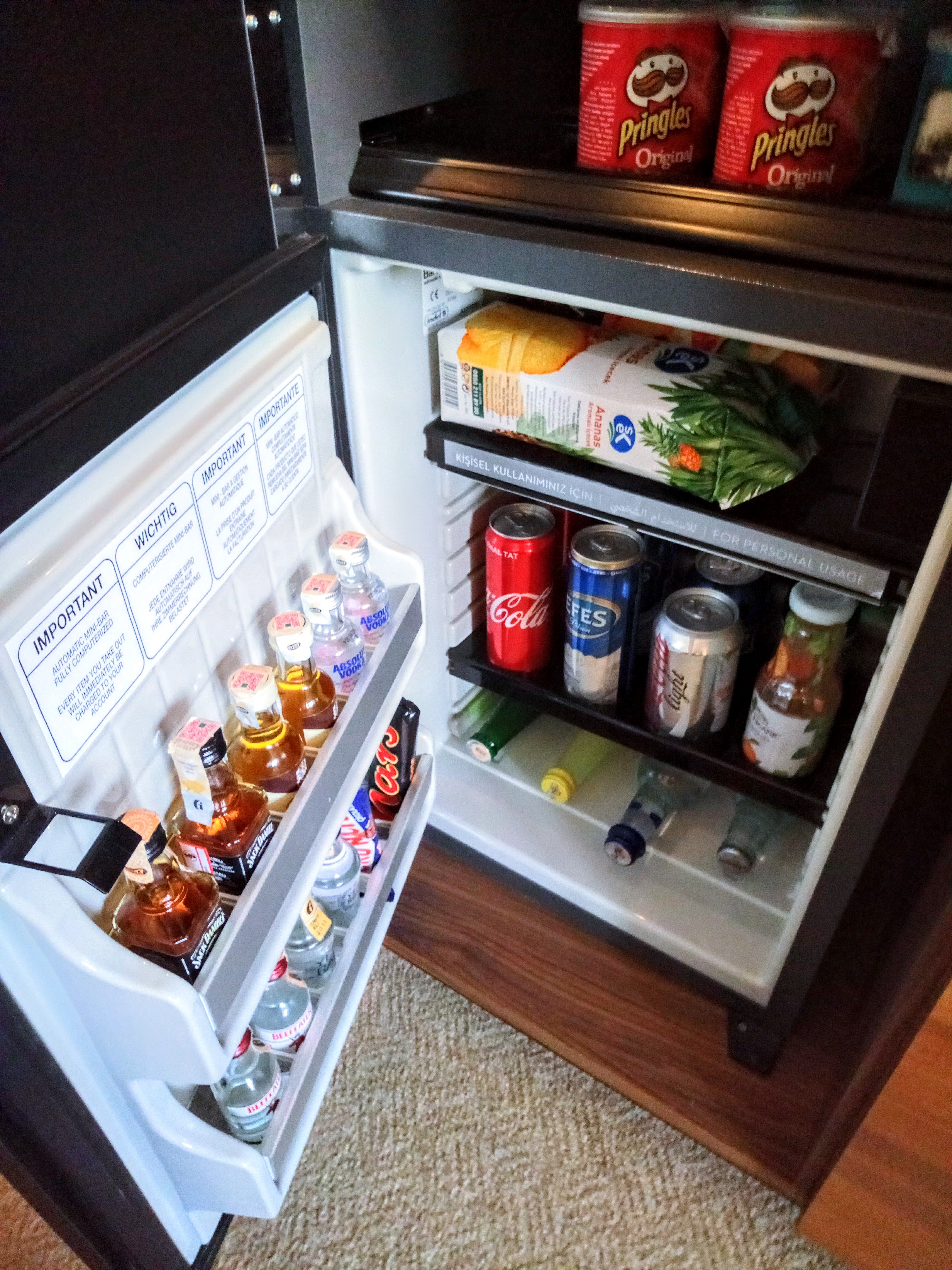
ميني بار مبرد في فندق "جراند حياة" مليئ بالمشروبات, يكتشف هذا الميني بار إزالة أي شيء ويقوم بتحصيل الرسوم على الفور.

بعض أجهزة ال«مينى بار» الحديثة تستخدم الأشعة تحت الحمراء أو وسائل آلية حديثة أخرى لتسجيل المشتريات والتي تقوم بكشف المنتج الذي تم أخذه وتسحب المبلغ المستحق من بطاقة الائتمان الخاصة بالآخذ في الحال حتى إذا لم تتم عملية الإستهلاك، ويرجع هذا لمنع ضياع المنتجات أو سرقتها أو لتقليل نسبة الخسارة في العائدات.
و يتم ملئ ال«بار» في الأغلب بزجاجات صغيرة معبأة بالمشروبات الكحولية أو العصائر أو مشروبات أخرى غازية أو غير كحولية , وربما أيضا نجد فيها الحلوى و الكوكيز و المقرمشات و بعض الوجبات الخفيفة الأخرى، تكون الأسعار مرتفعة مقارنة بأسعار نفس المنتجات المعروضة في المتجر وذلك لأن النزيل يدفع فعليا من أجل التوافر الفورى للمنتجات وسهولة الوصول إليها وأيضا لصيانة ال«بار».
إن الأسعار تتنوع ولكنه ليس من غير الشائع أن تجد علبة مشروب غير كحولي واحدة بسعر قد يصل إلى من 6 إلى 10 دولار أمريكى .
و قد تم تقديم أول «مينى بار» في العالم في فندق هيلتون في «هونج كونج» بواسطة مديره «روبيرت أرنولد» عام 1974  , في الأشهر التي تبعت هذا التقديم إرتفعت مبيعات المشروبات داخل الغرف بنسبة كبيرة تصل إلى 500% , وإزداد العائد السنوى للفندق بنسبة 5% , وفي العام التالي مجموعة هيلتون قامت بتعميم مصطلح ال«مينى بار» في جميع الفنادق التابعة لها.
من وحدة التبريد إلى الضاغط:
عادة ما تكون وحدة تبريد ال«مينى بار» مختلفة عن مثيلتها في الثلاجة العادية باستخدام تكنولوجيا الامتصاص. وكان أول مصنع يقوم بتثبيت ضاغط ثلاجة صغيرة في مكوك فضاء وكالة «ناسا» هي شركة إيطالية عام 1982 , وحدة تبريد الضاغط بالإضافة إلى مؤقت وصحن سهل الانصهار يقومون بتوفير طاقة أكثر مقارنة بثلاجة الامتصاص التقليدية لل«مينى بار».